# 1912 في رومانيا
فيما يلي قوائم الأحداث التي وقعت خلال عام 1912 في رومانيا.

## رياضة
- 26 فبراير – دوري الدرجة الأولى الروماني 1911–12 الفائز United Ploiești [الإنجليزية]‏.

## مواليد

### يناير
- 1 يناير – دورا غاد مهندسة معمارية إسرائيلية.

### فبراير
- 26 فبراير – يوليو بودولا لاعب كرة قدم روماني.

### مارس
- 12 مارس – إرفينغ لايتون[1]

### أبريل
- 25 أبريل – فيرينك دوبوس[2]
- 26 أبريل – دوميترو باولوفيتشي لاعب كرة قدم روماني.[3]

### يوليو
- 14 يوليو – ماغدا لاسلو[4]
- 23 يوليو – موسى روزين حاخام روماني.[5]
- 26 فبراير – يوليو بودولا لاعب كرة قدم روماني.

### أغسطس
- 12 أغسطس – إيوان هورفاث

### سبتمبر
- 7 سبتمبر – ماريانا دروجيسكو
- 26 سبتمبر – أوجين يونسكو كاتب مسرحي روماني.

### أكتوبر
- 24 أكتوبر – سيلفيو بينديا لاعب كرة قدم روماني.[6]

### نوفمبر
- 19 نوفمبر – جورج بالاد[7]
- 24 نوفمبر – فيكتور يليو مخرج أفلام روماني.

## وفيات

### يونيو
- 9 يونيو – أيون لوكا كاراجياله (مواليد 1852)[8]

### ديسمبر
- 17 ديسمبر – سبيرو هاريت (مواليد 1851)[9]